# باول تورنر
باول تورنر (بالإنجليزية: Paul Turner)‏ هو لاعب كرة قدم أمريكية أمريكي، ولد في عقد 1920.